# ナヴィ語
ナヴィ語（ナヴィご）は、2009年に公開されたアメリカ映画『アバター』に登場する架空の言語。衛星パンドラに住む人間型の種族たちによって話される。作者は南カリフォルニア大学の言語学者ポール・フロマー (en:Paul Frommer)。ナヴィ語はジェームズ・キャメロン監督の意向にあわせて、人類が学習可能であり、また映画に出演する俳優が発音可能でありながら、どの人類の言語ともあまり似ていないようにデザインされている。
2009年の映画公開時点では、ナヴィ語には 1,000 語程度の語彙があったが、文法は公開されていなかった。2010年4月現在、ナヴィ語ファンのコミュニティが育っており、Learn Na'vi のようなウェブサイトでは辞書や入門テキストなどが用意されている。

## 歴史
ナヴィ語の起源は2005年頃にさかのぼる。まだ映画が準備段階にあった頃、ジェームズ・キャメロン監督は30程度の語彙を考えたものの、一貫した完全な言語を作るために言語学者の協力が必要であると感じ、彼のプロダクションであるライトストーム・エンターテインメントを通じて南カリフォルニア大学の言語学科と接触、架空の言語の創造に協力してくれる人物を捜した。教授のエドワード・フィネガンが、ある言語学の教科書の共著者であったポール・フロマーを紹介した。フロマーはキャメロンと面会して架空言語の方向性について議論することになった。この会合の終わりには、キャメロンは「ようこそ」 (welcome aboard) と告げたという。
キャメロンの最初の語彙リストは、フロマーによれば「ポリネシア語的な響き」であった。フロマーは3種類の無意味語・フレーズ集を試作し、異星人の言語としてどれが望ましいか検討した。一つは声調言語、もう一つは母音の長短の対立をもつもの、もう一つは放出音を持つものであった。キャメロンはこのうち放出音をもつものを気に入った。フロマーは六ヶ月を費やしてナヴィ語の音韻論、形態論、統語論、そして語彙を開発した。

## 開発
ナヴィ語の語彙はフロマーによって脚本上の必要に合わせて作られた。アバターのキャスティングが始まった段階ではナヴィ語はすでに十分に開発されており、俳優はオーディション時にナヴィ語を発音することを求められた。フロマーは映画撮影中にも協力し、俳優のナヴィ語の発音、強勢、イントネーションなどの指導にあたった。俳優がナヴィ語を話すうえで間違いを犯すことがあったが、間違いは、ナヴィ語を習得中の人間によるミスとしてもっともらしく説明できることもあったり、間違いに合わせて言語が修正されることもあった。
テレビゲーム『アバター THE GAME』で、映画の脚本に現れない語彙が必要になったため、2009年5月に語彙が追加された。フロマーによってキャメロンが書いた英語の歌詞がナヴィ語に翻訳され、『アバター』のサウンドトラックに用いられた。2009年12月18日の映画公開時にはナヴィ語の語彙は 1,000 語程度になっていた。
映画公開後にもナヴィ語の開発は進められている。フロマーはナヴィ語の概要を20世紀フォックスに送るよう準備している。フロマーはナヴィ語が「それ自身の生命」を持つことを望んでおり"、ナヴィ語の熱心なファンが生まれることをすばらしいと語っている。
ナヴィ語の開発にあたっては主に3つの条件があった。一つは、キャメロンはナヴィ語がいかにも異星人の言語であるように響くこと、しかし観客にとって愉快であることであり、物語ではナヴィ語を習得した人類が登場するため、言語は人間が学習できそうなものでなければならない。また、ナヴィ語は俳優がそれほど苦労せずに発音可能なものである必要がある。ナヴィ語の文法は、動詞の変化をすべて接中辞で行うなど、人間言語としてはまれな特徴も見られるものの、ナヴィ語の文法を構成するそれぞれの要素は人間言語にも見つかる種類のものになっている。

## 音韻と文字
映画ではナヴィ語の文字は登場しない。脚本などではナヴィ語はラテン文字によって記述されている。
ナヴィ語には有声閉鎖音 (b, d, g) はないが、放出音 (p', t', k') をもち、それぞれ px, tx, kx とつづられる。 成節子音 ll と rr をもつ。母音には a, ä, e, i, ì, o ,u の7つがある。全ての音は人類に発音可能なようにデザインされているが、この言語にはまれな子音連続がある（例：fngap fŋap「金属」）。
ナヴィ語の音節は単母音1つだけから成ることもあり、複雑なケースでは CCVC の形式をとる（例：skxawng「愚か者」、fngap「金属」）。
ラテン文字で表記した語彙の例には zisit「年」、fpeio「ceremonial challenge」、ni'awve「一番目の」、muiä「公平な」、tiréa-ióang「spirit animal」、tskxe「岩」、kllpxìltu「領地」、unil-tìran-tokx「アバター」(夢-歩く-体)などがある。

### 母音
ナヴィ語の単母音は7つである。
|      | 前舌  | 後舌        |
| ---- | ----- | ----------- |
| high | i [i] | u [u] ~ [ʊ] |
| high | ì [ɪ] | u [u] ~ [ʊ] |
| mid  | e [ɛ] | o [o]       |
| low  | ä [æ] | a [a]       |

4つの二重母音があり (aw [aw], ew [εw], ay [aj], ey [εj])、母音のように振る舞う2つの成節子音 (ll [l̩] and rr [r̩]) がある。
e は半広母音だが o は半狭母音である。oy のような二重母音はない。rr は強いふるえ音で発音される。ll はいわゆる「明るい L」であり、英語の音節末におけるような軟口蓋化した「暗い L」[*[ɫ̩]] で発音されることはない。
母音は日本語と同様、連続で現れることができ、それぞれの母音が1つの音節として数えられる。例えば tsaleioae [tsa.le.i.o.a.e] は6音節、meoauniaea [me.o.a.u.ni.a.e.a] は8音節から成る。
ナヴィ語には母音の長短の区別はなく、声調もない。túte「人」、tuté「女性」のように強勢による対立がある（-é は女性名詞を派生する接尾辞である）。強勢位置は派生によって変化することがあるが、屈折（名詞の格変化や、動詞の時制による変化など）によっては変化しない。例えば、英語の be 動詞にあたる動詞 lu にはその唯一の母音に強勢が置かれるが、この強勢位置はどの屈折形においても変化することはない（例えば lolú "was" (l‹ol›u)、lolängú "was (ugh!)" (l‹ol›‹äng›u) など）。

### 子音
ナヴィ語には子音が20種類ある。ラテン文字による表記には2種類がある。1種類はより1文字を1音素に近づけたもので、[ts] に c、[ŋ] に g を用いる方式である。もう一方は俳優が読みやすいように、これらの音に二重音字 ts, ng を用いたものである。どちらの方式においても、放出音は x を用いた二重音字で表記される。
|        | 唇音        | 歯茎音      | 硬口蓋音 | 軟口蓋音   | 声門音 |
| ------ | ----------- | ----------- | -------- | ---------- | ------ |
| 放出音 | px [pʼ]     | tx [tʼ]     |          | kx [kʼ]    |        |
| 閉鎖音 | p [p]       | t [t]       |          | k [k]      | ’ [ʔ]  |
| 破擦音 |             | ts (c) [ts] |          |            |        |
| 摩擦音 | f [f] v [v] | s [s] z [z] |          |            | h [h]  |
| 鼻音   | m [m]       | n [n]       |          | ng (g) [ŋ] |        |
| 接近音 | w [w]       | r [ɾ] l [l] | y [j]    |            |        |

摩擦音と破擦音 f v ts s z h は音節初頭位置にしか現れない。そのほかの音は音節初頭、音節末の両方に現れることができる（ただし音節末位置の w, y は二重母音の一部として解釈される。可能な組み合わせは ay, ey, aw, ew に限られる。skxawng「愚か者」のように、さらに他の子音が後続することがある。f, ts, s は声門閉鎖音以外の閉鎖音・接近音に子音連続を形成することができる。
f, ts, s は母音の前のほかに、閉鎖音（声門閉鎖音を除く）や接近音の前に現れることができ、合計39種類の子音結合を形成することができる。そのほか、音節境界を挟んでさまざまな子音の連続が生じうる（例えば na’vi [naʔ.vi] 「人」や ikran [ik.ɾan]「妖精」など）。
閉鎖音 p, t, k および破擦音 ts は、スペイン語やフランス語と同様に無気音である。閉鎖音は音節末位置では破裂せず内破音となる。r ははじき音であり、アメリカ英語の話者には latter や ladder の tt や dd の部分の発音のように聞こえる。

### 音変化
閉鎖音は一部の接頭辞や前置詞のあとで弱化する。放出音 px, tx, kx は対応する無声閉鎖音 p, t, k に変化し、無声閉鎖音および破擦音 p, t, ts, k はそれぞれ f, s, h に変化する。また声門閉鎖音は脱落する。例えば、po「彼／彼女」に複数を表す接頭辞 ay- が付くと ayfo「彼ら／彼女ら」となる。

## 数体系
八進法の内部に六十四進法を含む数体系となっている。
- 0: kew
- 1: 'aw
- 2: mune
- 3: pxey
- 4: tsìng
- 5: mrr
- 6: pukap
- 7: kinä
- 8: vol
- 9(8+1): volaw
- 10(8+2): vomun
- 11(8+3): vopey
- 12(8+4): vosìng
- 13(8+5): vomrr
- 14(8+6): vofu
- 15(8+7): vohin
- 16(2*8): mevol
- 17(2*8+1): mevolaw
- 24(3*8): pxevol
- 32(4*8): tsìvol
- 40(5*8): mrrvol
- 48(6*8): puvol
- 56(7*8): kivol
- 64: zam
- 128(2*64): mezam
- 512(8*64): vozam
- 4096(64*64): zazam

## 文法

### 代名詞
一人称代名詞には包括形（聞き手を含む場合）と除外形（聞き手を含まない場合）の区別がある。双数（例えば「我々2人」）、三数（例えば「我々3人」）に特別な形式がある。性の区別は義務的ではない。
| 代名詞       | 単数 | 双数  | 三数   | 複数     |
| ------------ | ---- | ----- | ------ | -------- |
| 一人称除外形 | oe   | moe   | pxoe   | ayoe     |
| 一人称包括形 | —    | oeng  | pxoeng | ayoeng   |
| 二人称       | nga  | menga | pxenga | aynga    |
| 三人称       | po   | mefo  | pxefo  | ayfo, fo |

一人称と二人称には丁寧形である ohe と ngenga がある。所有代名詞には ngeyä「あなたの」、peyä「彼の／彼女の」などがある。「彼」と「彼女」を区別したいときは poan と poé という形を用いる。
代名詞は名詞と同様に格変化する。

### 名詞
ナヴィ語の名詞の特徴は、人間言語ではまれな数の区別をもつことである。単数形、複数形のほか、2つのものを指す時に用いる双数形、3つのものを指すときに用いる三数形がある。双数形は人間言語でも見られるが三数形はまれである。冠詞はない。
複数の前置詞は ay+、双数の前置詞は me+ である。どちらも後続する子音の弱化を引き起こす前置詞である（このことを + 記号によって表している）。弱化の起こった名詞では、複数接辞は脱落することがある。例えば tokx「体」の複数は aysokx あるいは単に sokx と発音される。
男性と女性を区別したいときは、男性名詞は接尾辞 -an、女性名詞は接尾辞 -é（強勢あり）を用いることができる。
名詞には格変化がある。自動詞の主語、他動詞の主語、他動詞の目的語でそれぞれ違う形式を用いるという、人間言語ではまれなシステムをもつ。自動詞の主語はゼロで標示され、他動詞の主語は能格の接尾辞 -l、他動詞の目的語は対格接尾辞 -ti で標示される。以下に例を挙げる。
| Oe-l   | nga-ti   | kam‹ei›e    |
| I-能格 | you-対格 | See‹肯定的› |
"I See you" (あいさつ)
格変化のシステムを持つため、ナヴィ語の語順はかなり自由である。
このほか、属格の形式 -yä、与格の形式 -ru、また主題標識の -ri がある。主題標識の -ri は節の主題を表すときに用いられ、日本語の「は」に近い。主題標識の -ri は格標示よりも優先される（ある名詞句が主題となったときは、格は標示されなくなる）。
| Oe-ri  | ontu | teya   | l‹äng›u    |
| I-主題 | 鼻   | 満ちた | be‹否定的› |
"俺の鼻が（あいつの嫌な臭いで）満ちている"
一人称単数の代名詞が主題であるので、鼻は「私の鼻」として解釈される。ここでは「鼻」も格標示をもっていない。
格変化のほかに、名詞句の役割は接置詞で標示されることがある。全ての接置詞は前置詞としても、名詞に後続する接語としても現れることができ、人間言語よりも自由度が高い。例えば、「あなたと」は hu nga あるいは ngahu で表される。一部の接置詞は、前置詞として用いられた場合に名詞の初頭子音の弱化を引き起こす。例えば mì「〜の中に」は弱化を引き起こす接置詞の一つであり、tokx「体」に mì が前置されると mì sokx「体の中に」と発音される。この場合、sokx は tokx の複数形 aysokx の短縮形である可能性もあるため、曖昧性が生じている。一方、mì が接語として用いられた場合には弱化は生じない。
代名詞は名詞と同様の文法上の区別を持っている。

### 形容詞
ナヴィ語の形容詞には屈折はなく、名詞の前にも後ろにも現れることができる。形容詞が名詞を修飾するとき（限定用法）は、名詞に近い側に a という要素を置く。例えば「長い川」という表現は次の2通りの表し方をすることができる。
| ngim-a    | kilvan |
| 長い-限定 | 川     |
| kilvan | a-ngim    |
| 川     | 限定-長い |
形容詞だけでなく、属格名詞句や関係節も、修飾先の名詞の前後どちらでも現れることができる。
形容詞の叙述用法では、英語の be 動詞に相当する動詞 lu を用いる。
| kilvan | ngim | lu |
| 川     | 長い | be |
「川が長い」

### 動詞
動詞は時制およびアスペクトによって活用する。人称による変化はない。つまり "I am, I was, I would" に相当する変化はあるが、"I am, we are, s/he is" のような変化はない。活用はもっぱら接中辞によってなされる。例えば「狩猟する（こと）」は taron であるが、「狩猟した」は接中辞 ‹ol› を用いて t‹ol›aron と発音される。
接中辞が挿入される位置には2種類ある。一つは、語末から2番目の音節の初頭子音のあとであり、もう一つは最終音節の初頭子音のあとである。ナヴィ語の多くの動詞は2音節であるため、実際にはこれらはしばしば最初の音節と、2番目の音節ということになる。lu のような単音節の動詞では、2種類の接中辞は両方とも最初の子音のあとに、相対的な順序を保ったまま現れる。
一つめの挿入位置に挿入される接中辞は、時制やアスペクトを担うもの、さらに分詞や再帰動詞を派生するものがある（これらが時制やアスペクトと共起するときは、時制やアスペクトよりも先に現れる）。時制には過去、近過去、現在、未来、近未来の区別があり、アスペクトには完了、未完了の区別がある。
taron [hunt] "hunts"
t‹ìm›aron [狩る‹近過去›] "just hunted"
t‹ay›aron [狩る‹未来›] "will hunt"
t‹er›aron [狩る‹未完了›] "hunting"
t‹ol›aron [狩る‹完了›] "hunted"
t‹ì‹r›m›aron [狩る‹近過去‹未完了››] "was just hunting"
このほかの時制・アスペクトによって変化した形式には tovaron, telaron, tusaron, tairon などがある。時制とアスペクトは、文脈から明らかなときは省略可能である。
二つめの挿入位置に挿入される接中辞には、話者の態度を表す標識や、証拠性の標識がある。例えば、Oel ngati kameie "I See you" という挨拶文で、動詞 kame "See" は話者の肯定的・賛美的態度を表す接中辞 ‹ei› によって kam‹ei›e という形に屈折している。Oeri ontu teya längu「俺の鼻が（あいつの臭いで）満ちている」という文では、teya lu「満ちている」が話者の否定的・侮蔑的態度を表す接中辞 ‹äng› によって変化し、teya l‹äng›u という形で現れている。
以下は2つの接中辞位置が両方占められている例である。
t‹ìrm›ar‹ei›on [hunt‹近過去・未完了›‹肯定的›] "was just hunting"（話し手がそれについて喜んでいる場合）
t‹ay›ar‹äng›on [hunt‹未来›‹否定的›] "will hunt"（話し手がそれが不安だったり嫌だったりする場合）

## 語彙
フロマーは『アバター』公開時点で約 1,000 語の語彙を創造していた。この中には kunsìp "gunship" のように英語からの借用語が含まれている。語彙リストは例外的な屈折形も含めてオンラインで公開されている 。
以下は語彙の例である。
irayo ありがとう
skxawng! 愚か者！
atxkxe 大地
tskxe 岩
pxasìk "screw that!"

### ナヴィ語の表現例
「こんにちは。お元気ですか」
| Kaltxì.  | Ngaru       | lu | fpom | srak?  |
| [ kaltʼɪ | ŋaɾu        | lu | fpom | sɾak ] |
| 挨拶     | あなた-与格 | be | 幸せ | 疑問   |
「あなたとナヴィ語でおしゃべりできて嬉しいです」
| Tsun     | oe | ngahu     | nìNa’vi     | pivängkxo          | a    | fì’u      | oeru    | prrte’ | lu |
| 〜できる | 私 | あなた-と | 副詞-ナヴィ | おしゃべり‹仮定法› | それ | この-もの | 私-与格 | 喜び   | be |
「この愚か者のことを申し訳ないと思います」
| Fìskxawngìri         | tsap’alute | sengi | oe |
| この-愚か者-のために | 謝罪       | ?     | 私 |
「これらの悪魔はここでは禁じられています」
| Fayvrrtep      | fìtsenge  | lu | kxanì          |
| これ-複数-悪魔 | この-場所 | be | 禁じられている |
「俺の鼻はあいつの嫌な臭いで満ちている」
| Oeri    | ta     | peyä | fahew | akewong         | ontu | teya   | längu      |
| 私-主題 | 〜から | 彼の | 臭い  | 限定-異星人[11] | 鼻   | 満ちた | be‹否定的› |

## 注
1. ↑  “Do You Speak Na'vi? Giving Voice To 'Avatar' Aliens : NPR”. 2009年12月16日閲覧。
2. ↑  http://www.learnnavi.org/
3. 1 2  Milani, Matteo (2009年11月24日). “An interview with Paul Frommer, Alien Language Creator for Avatar”. Unidentified Sound Object. 2010年1月9日閲覧。
4. ↑  Sancton, Julian (December 1, 2009). “Brushing up on Na'vi, the Language of Avatar”. Vanity Fair.  オリジナルの2010年1月8日時点におけるアーカイブ。 2010年1月16日閲覧。.
5. ↑  Boucher, Geoff (2009年11月20日). “USC professor creates an entire alien language for 'Avatar'”. Los Angeles Times 2010年1月16日閲覧。
6. ↑  "Na'vi, la langue d'Avatar", L'express, 2009 Dec. 1
7. ↑  Na'vi Numbers | Learn Na'vi
8. ↑  See は脚本で大文字で書かれており、「見抜く・理解する」を意味している。"How to Speak Na'vi", UGO Movie Blog, 2009 Dec 14
9. ↑  BBC
10. ↑  「異星人」の語根は ke- である可能性がある。kewong, ketuwong, faketuan はみな「異星人」を意味し、-tu は「人」を意味する接尾辞である。

## 関連文献
- Ayres, Chris (2009年12月12日). “Na'vi talk down Klingon as the last word in alien-speak”. The Times 2010年1月9日閲覧。
- Boucher, Geoff (2009年11月20日). “USC professor creates an entire alien language for 'Avatar'”. Los Angeles Times 2010年1月9日閲覧。
- Frommer, Paul; Zimmer, Benjamin (2009年12月19日). “Some highlights of Na’vi”. Language Log. 2010年1月9日閲覧。
- Milani, Matteo (2009年11月24日). “An interview with Paul Frommer, Alien Language Creator for Avatar”. Unidentified Sound Object. 2010年1月9日閲覧。
- Sancton, Julian (December 1, 2009). “Brushing up on Na'vi, the Language of Avatar”. Vanity Fair.  オリジナルの2010年1月8日時点におけるアーカイブ。 2010年1月9日閲覧。.
- Wilhelm, Maria; Mathison, Dirk (2009). James Cameron's Avatar: A Confidential Report on the Biological and Social History of Pandora. New York City: !t (HarperCollins). ISBN 0061896756
- Zimmer, Benjamin (2009年12月4日). “Skxawng!”. The New York Times 2010年1月9日閲覧。 フロマーによるナヴィ語の発音例がある。